# Das schreckliche Mädchen
Das schreckliche Mädchen ist ein deutscher Spielfilm des Regisseurs Michael Verhoeven aus dem Jahr 1990.

## Handlung
Sonja ist Schülerin in einem bayerischen Klostergymnasium. In ihrer Heimatstadt Pfilzing wurde sie nach einem internationalen Aufsatzwettbewerb offiziell geehrt. Dieser Erfolg spornt sie weiter an. Sie nimmt als Nächstes am Aufsatzwettbewerb Meine Stadt im Dritten Reich teil. Mit ihrer Arbeit möchte sie dem lokalen Widerstand gegen die Nazis ein Denkmal setzen. 
Als sie zu recherchieren beginnt, muss sie jedoch erkennen, dass dieses Thema den Mitbürgern überhaupt nicht willkommen ist. Sie stößt auf offenen Widerstand gegen ihre Recherche. Die Bürger der Stadt verweigern ihr Interviews, und auch die Behörden zeigen sich nicht kooperativ. Sonja lässt sich jedoch nicht entmutigen und forscht weiter. Die ursprüngliche Ablehnung des Themas wandelt sich nun in deutliche Behinderung. Die Stadt möchte nicht mit ihrer Vergangenheit konfrontiert werden und versucht, nationalsozialistische Verbrechen, die in ihrer Stadt zwischen 1933 und 1945 vorgefallen sind, zu vertuschen. Die Schülerin gibt schließlich auf. 
Erst Jahre später schreibt sie darüber ein Buch, das veröffentlicht wird. Jetzt wird die Feindschaft zur Nestbeschmutzerin Sonja noch viel bedrohlicher. Sie muss sogar um ihre Gesundheit bangen.

## Hintergrund
Der Film wurde 1988 in München, Landshut, Passau und Paris gedreht. Die Uraufführung war am 14. Februar 1990. Der Film basiert auf dem Fall der Anna Elisabeth Rosmus, die in ihrer Heimatstadt Passau Anfang der 1980er Jahre Ähnliches wie die Heldin des Films erlebte.

## Kritiken
„Eine politische Komödie, die mit Satire und Polemik das Problem einer ungenügenden Vergangenheitsbewältigung beleuchtet. Durch eine Überpointierung von Situationen und Typen wird die diskussionswerte Bestandsaufnahme von Formen der Verdrängung und ihren Einflüssen auf die Gegenwart etwas beeinträchtigt. In der filmischen Gestaltung bemerkenswert, da Realsatire und Unterhaltungsqualität auf eine für den deutschen Film ungewöhnliche Weise verbunden sind.“

„Während die Heldin, von Lena Stolze mit viel kulleräugigem Charme dargestellt, ihre Geschichte dem Publikum erzählt und dessen Überlegenheit schmeichelt, erscheinen die Provinz-Honoratioren, ‚zur Kenntlichkeit entstellt‘ (wie das damals hieß), als kabarettnahe Chargen in einer Kleinstadt-Satire auf Dickfelligkeit, Bigotterie und Niedertracht. Sie sind, immer hübsch einschichtig, zur Lächerlichkeit präpariert und ernten prompt jenes Gelächter, das gern als Erkenntnis genommen wird.“

## Auszeichnungen
Michael Verhoeven gewann auf der Berlinale 1990 einen Silbernen Bären für die beste Regie sowie den Leserpreis der Berliner Morgenpost. Lena Stolze erhielt 1990 den Bundesfilmpreis in Gold als beste Hauptdarstellerin. Ende 1990 wurde der Film mit dem New York Film Critics Circle Award als bester ausländischer Film geehrt. Das schreckliche Mädchen wurde 1991 für einen Golden Globe Award und für den Oscar in der Kategorie Bester fremdsprachiger Film nominiert. 1992 gewann er in der gleichen Kategorie den BAFTA Award.

## DVD-Veröffentlichung
- Das schreckliche Mädchen. Kinowelt Home Entertainment 2004.